# Castelo da Covilhã

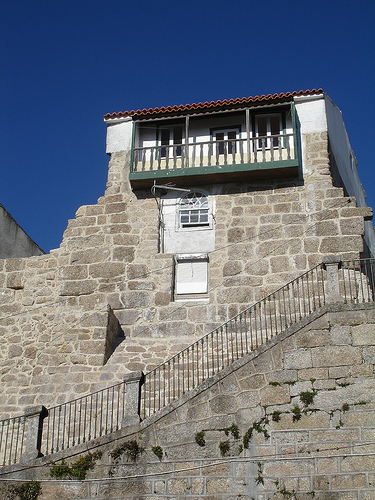
Muralhas da cidade da Covilhã (vestígios)

O Castelo da Covilhã, por vezes referido como Muralhas da cidade da Covilhã, localiza-se na cidade da Covilhã, em Portugal.

## Descrição
O castelo era feito de pedra de cantaria e tinha sete largas torres (torreões) e cinco grandes portas, ficando uma delas virada para sul, a Porta de São Vicente”, duas para nascente, as Portas da Vila e do Sol, outra para norte, a Porta de Altravelho, e a quinta virada para poente, a do Castelo, junto à qual se encontrava, em lugar superior, uma enorme torre de menagem, com as cinco quinas.
O castelo tinha, de área circundante, 90000m² (9 hectares). A abundância de granito na Serra da Estrela facilitava a construção das muralhas da Covilhã que, no entanto, a fúria da peleja, por vezes, ainda derrubaria. Actualmente pouco resta dessas fortificações, servindo alguns antigos muros de contrafortes a habitações, como se pode observar às chamadas Portas do Sol. Existe um torreão de formato octogonal, ainda em bom estado de conservação, servindo hoje de reservatório de água (no lugar de coarca), mas que se julga não ter nada a ver com a porta do Castelo original. Era nesta zona que se situava a casa onde vivia o Alcaide-Mor da Covilhã, o Visconde de Barbacena.

## História
1004, data do reinado de D. Afonso V de Leão encontrada numa pedra da muralha, parece confirmar a sua existência remota. Aparece, porém, no primeiro Testamento, em 1188 ou 1189, de D. Sancho I de Portugal, no qual lega, para os muros da Covilhã, da Coina e de Coruche, 86.035 soldos e pipiões, o que não implica que a sua construção seja posterior mas, sim, a sua reconstrução ou aproveitamento.
Em 1209, quando as obras defensivas ainda não estavam concluídas, a povoação foi tomada e saqueada pelos mouros e, em 1210, foi reconquistada por D. Sancho I, que mandou reparar rapidamente as muralhas.
Em 1300 deu-se a renovação das muralhas, por ordem de D. Dinis I de Portugal. Citando José Aires da Silva em História da Covilhã:

«Devemos salientar que, se as muralhas fossem construídas só para defender as casas da vila, D. Dinis não as construiria naquele local, pois ficaria de fora a freguesia de S. Martinho, a mais antiga da Covilhã. É que, de facto, as muralhas não serviam, em muitos casos, para proteger as casas da vila, mas sim um determinado recinto, quase sempre o de mais difícil defesa, geralmente na parte altaneira do burgo, onde se poderiam acolher, nos momentos de perigo, as populações e as riquezas. Além disso, devemos estranhar que só D. Dinis se tenha lembrado de construir as muralhas da Covilhã, quando os mouros, já desde D. Afonso II se achavam escorraçados, definitivamente (…)»
»
Nos fins do século XIV, no reinado de D. Fernando I de Portugal, teriam ocorrido algumas obras de reparação.
Por Provisão de 24 de Junho de 1459 deu-se o despacho de D. Afonso V de Portugal a uma petição para a renovação das muralhas, ordenando a reparação das mesmas.
D. Manuel I de Portugal, em 1510, concedeu um Foral que mandava alargar a cintura muralhada. Diz-se, por vezes, que o construtor das muralhas foi D. Manuel I, por aparecer a data de 1510 num dos muros, por baixo do castelo. Isto é errado, pois essa data refere-se ás reparações feitas no tempo de D. Manuel I, visto que D. Afonso V em 1459 dera despacho a uma petição para a renovação das mesmas, a qual só se veio a efectuar mais tarde, provavelmente quando o Infante D. Luís foi Senhor da Covilhã.
Na praça principal da cidade, o velho edifício dos Paços do Concelho, construído em 1614, no reinado de D. Filipe II de Portugal, incluía uma porta das muralhas – o arco da cadeia comarcã.
Em 1641, os capítulos das Cortes referem que alguns troços das muralhas se encontravam desbaratados, sendo ordenada por D. João IV de Portugal a sua reparação, e mencionam a existência do Poço de El-Rei.
Em 1734, no reinado de D. João V de Portugal, as muralhas encontravam-se bem conservadas, mas começaram a ser demolidas. O Padre Cabral de Pina, Prior de São Silvestre, escrevia:

«Eram estes muros bem célebres pela máquina grande de pedraria que parece imensa e pela grandeza das pedras de parede, pois em parte tem trocos de comprimento de quinze palmos e outras de dezoito.»
Em 1747, ainda durante o mesmo reinado, diz-se:

«(…) é murada, com três portas principais que são a de Val de Caravelho, a do Sol e a de S. Vicente. No cimo da vila fica o castelo com duas torres que tudo denota grande antiguidade.(…) ».
Já no reinado de D. José I de Portugal, as muralhas foram atingidas pelo Terramoto de 1755, sendo a sua estrutura posteriormente utilizada para a Feitoria da Real Fábrica. A Freguesia de Santa Maria situava-se dentro do perímetro do castelo e, em 1758, constava de trezentos fogos.
Na segunda metade do século XVIII, José Monteiro de Carvalho faz o desenho do Castelo da Covilhã.
Em 1945/1950, durante o Estado Novo, deu-se a demolição do edifício filipino dos Paços do Concelho onde se integrava a muralha e a torre que defendia a Porta da Vila e o Arco da Cadeia. Foi destruído para, no local, se erguer a actual Sede do Município, cuja inauguração foi em Outubro de 1958.
Em 2000, uma parte da muralha, na zona da Porta do Sol, caiu, sendo posteriormente arranjada.